# Colin Vallon
Colin Vallon (* 17. November 1980 in Lausanne) ist ein Schweizer Jazzpianist.

## Leben und Wirken
Vallon absolvierte eine klassische Musikausbildung; mit 18 Jahren studierte er an der Swiss Jazz School bei Silvano Bazan, William Evans, Manuel Bärtsch und Bert Joris. 1999 gründete er das Colin Vallon Trio, 2004 kam dessen Debütalbum Les Ombres heraus, und 2007 folgte bei HatHut Records das Album Ailleurs. Eine weitere Formation war Colin Vallon cinq mit dem Trompeter Erik Truffaz. Seit 2009 unterrichtet er an der Hochschule der Künste Bern. 
Mit dem Quartett der Sängerin Elina Duni gab Vallon 2008 bis 2015 vier Alben heraus, die letzten beiden auf ECM, und ging international auf Tournee. Ausserdem spielte Vallon auf Aufnahmen von Adrian Mears, Nils Wogram, Dejan Terzic, John Schröder, Lisette Spinnler, Araxi Karnusian, Tyshawn Sorey, Andy Scherrer, Tom Harrell, Nicolas Masson, Samuel Rohrer und Kenny Wheeler. Während die frühen Alben seines Trios bei Hatology erschienen, kamen sie seit 2011 ebenfalls auf ECM heraus, so Rruga, Le Vent und Danse. Am 16. März 2017 brachte die Deutschlandfunk-Reihe JazzFacts ein einstündiges Musikerporträt von Colin Vallon.

## Diskographische Hinweise
- Rruga (2011, mit Patrice Moret und Samuel Rohrer)
- Le vent (2014, mit Patrice Moret und Julian Sartorius)
- Danse (2017, mit Patrice Moret und Julian Sartorius)